# Château de Morlet
Le château de Morlet est situé sur la commune de Morlet en Saône-et-Loire, au creux du vallon dans lequel s'étage le village.
Il fait l’objet d’une inscription partielle au titre des monuments historiques depuis le 27 juin 1984 ; l'ensemble du parc et du château a été inscrit par arrêté du 17 juillet 2014.

## Description
La construction se compose d'un corps de logis entre deux tours carrées inégales; la tour orientale, très massive et coiffée d'un toit élevé, semble la plus ancienne. Les fenêtres à accolades ou à meneaux verticaux de la façade méridionale et des tours sont du XVe siècle. Les fenêtres à balconnets de la façade nord ont été refaites au XVIIIe siècle. Le château était protégé par un fossé. Au-delà de l'avant-cour, s'élève le pavillon d'entrée qui porte la date de 1584. Le bâtiment central, où s'ouvre la porte en plein cintre flanquée d'une petite porte latérale, et les pavillons carrés qui l'encadrent sont appareillés à bossages. Cette construction massive présente les éléments de défense d'un château médiéval: canonnières réparties vers toutes les directions et mâchicoulis sur toute la longueur de l'édifice. Mais l'influence de la Renaissance italienne se marque dans le style de ces éléments, en particulier les mâchicoulis qui se présentent comme une frise de médaillons figurant des mufles de lions et qui sont portés par de petites consoles moulurées. La polychromie du marbre ajoute à l'aspect décoratif de ces ornements. Des cartouches de marbre au-dessus de la porte portent une inscription latine, les lettres PDM, et des armoiries détruites. Une chapelle a été aménagée au milieu du XIXe siècle dans le pavillon de gauche.
Le château est une propriété privée et ouvert au public 

## Historique

Armes des Vogüé

- fin XIIIe siècle : les seigneurs de Loges prêtent hommage au duc pour la maison forte de Loges, les fossés tout autour, la basse cour et l'avant-cour fortifiée avec chapelle et grange
- 1584 : Simon de Loges fait reconstruire l'imposante porterie
- 1680 : la seigneurie est acquise par Jean Morelet, doyen de Notre-Dame de Beaune
- 1700 : un autre Jean Morelet, neveu du précédent, écuyer, obtient par lettres patentes de substituer le nom de Morlet à celui de Loges
- du XVIIIe siècle au XXe siècle : le château passe aux Bouhier, puis aux Vogüé, puis à la famille de Louvencourt jusqu'en 2013.